# Zethus spinosus
Zethus spinosus är en stekelart som beskrevs av Henri Saussure 1857. Zethus spinosus ingår i släktet Zethus och familjen Eumenidae. Inga underarter finns listade i Catalogue of Life.